# Smitten
Smitten este o trupă argentiniană de rock alternativ. Membrii formației sunt: 
- Paulo Funes Lorea
- Patricio Esteban Castelao
- Emiliano Pilaria
- Pablo Ciccollalo
- Diego Taccone